# Pedra filosofal

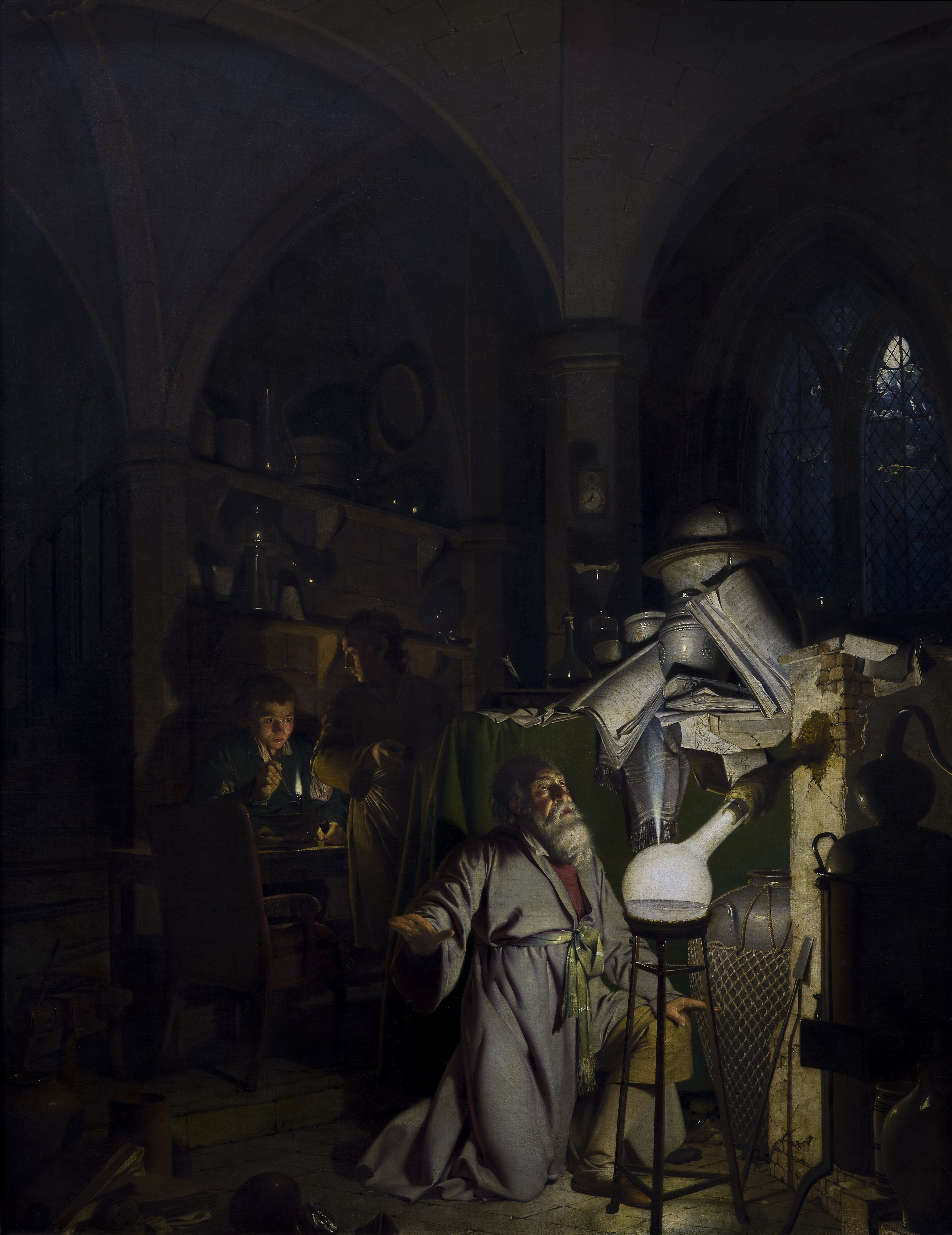
O Alquimista em Busca da Pedra Filosofal de Joseph Wright of Derby, 1771

A pedra filosofal (em árabe: ḥajar al-falāsifa, em latim: lapis philosophorum), é uma substância alquímica mítica capaz de transformar metais básicos como mercúrio em ouro (crisopeia, do grego χρυσός crusos, "ouro", e ποιεῖν poiēin, "fazer") ou prata. Também é chamado de elixir da longa vida, útil para o rejuvenescimento e para alcançar a imortalidade; por muitos séculos, foi o objetivo mais procurado na alquimia. A pedra filosofal era o símbolo central da terminologia mística da alquimia, simbolizando a perfeição no seu melhor, iluminação e bem-aventurança celestial. Os esforços para descobrir a pedra filosofal ficaram conhecidos como magnum opus ("Grande Obra").

## Arte e entretenimento
A pedra filosofal tem sido uma inspiração, recurso de enredo ou tema de inúmeras obras artísticas: animações, quadrinhos, filmes, composições musicais, romances e jogos eletrônicos. Exemplos incluem Harry Potter e a Pedra Filosofal, Fullmetal Alchemist e The Mystery of Mamo.
A pedra filosofal é um motor importante na ficção gótica, e se originou no romance de 1799 de William Godwin, St. Leon.